# Matt Smith

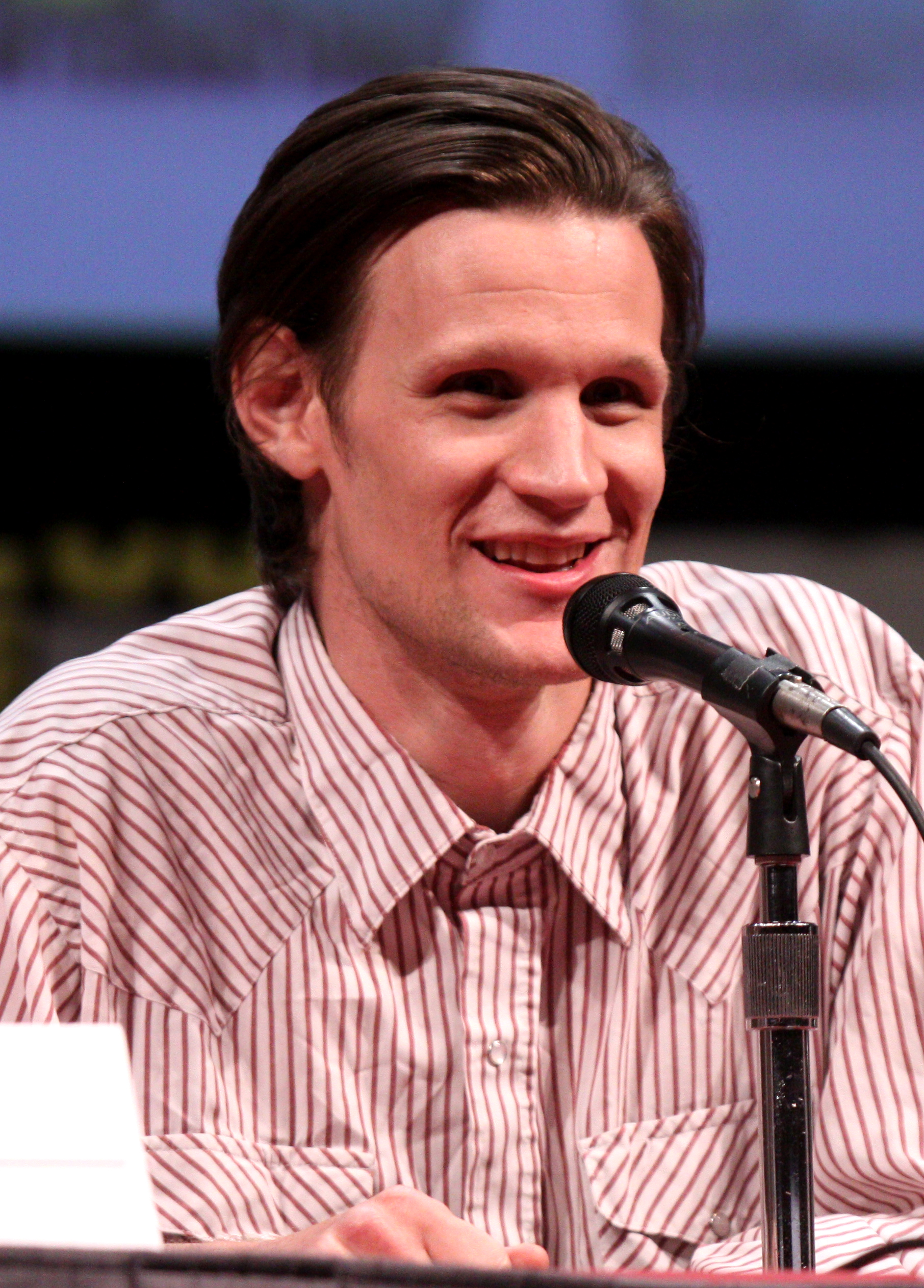
Matt Smith (2011)

Matt Smith, właśc. Matthew Robert Smith (ur. 28 października 1982 w Northampton) – brytyjski aktor teatralny, filmowy i telewizyjny. Wystąpił w roli jedenastego Doktora w brytyjskim serialu science-fiction Doktor Who, także jako książę Filip w serialu Netflix The Crown oraz jako książę Daemon Targaryen w serialu Ród Smoka.

## Życiorys
Urodził się i wychowywał w Northampton w hrabstwie Northamptonshire jako syn Lynne i Davida Smith. Dorastał wraz z siostrą Laurą Jayne, która wystąpiła jako tancerka w teledysku Erica Prydza do piosenki „Call on Me” (2004). Uczęszczał do szkoły dla chłopców w Northampton. Jako nastolatek planował profesjonalną karierę piłkarską, grając w młodzikach Northampton Town F.C., Nottingham Forest F.C. i Leicester City F.C. W 2005 ukończył studia na Uniwersytecie Wschodniej Anglii.
Występował na scenie londyńskiego National Youth Theatre, m.in. w widowisku T.S. Eliota Mord w katedrze odgrywał główną rolę Tomasza Becketta. Grał w NYT również jako Fagot-Korowiow w przedstawieniu opartym na powieści Michaiła Bułhakowa Mistrz i Małgorzata. Grał też pupila w sztuce Alana Bennetta Męska historia i na West Endzie jako Guy w spektaklu Szkoła Buddy’ego u boku Christiana Slatera i Arthura Darvilla.
Mając 26 lat był najmłodszym aktorem, który został obsadzony w roli jedenastego Doktora w brytyjskim serialu science-fiction Doktor Who (2005). Drugim najmłodszym był Peter Davison, który został obsadzony w roli Doktora mając 29 lat.
W 2015 roku pojawił się na 23. miejscu listy najlepiej ubierający się mężczyzn w Wielkiej Brytanii, magazynu „GQ”.

## Życie prywatne
Od maja 2010 do stycznia 2013 był związany z Daisy Lowe, córką lidera zespołu Bush Gavina Rossdale’a. W czerwcu 2014 związał się z aktorką Lily James. Rozstali się pod koniec 2019.
Smith deklaruje się jako ateista oraz fan klubu piłkarskiego Blackburn Rovers F.C. Cytował swój ulubiony zespół, Radiohead, jako inspirację.

## Filmografia

### Filmy
| Rok  | Nazwa filmu                       | Rola                   | Uwagi                    |
| ---- | --------------------------------- | ---------------------- | ------------------------ |
| 2008 | Najpierw strzelaj, potem zwiedzaj | młody Harry            | scena usunięta           |
| 2009 | Together                          | Rob                    | krótkomatrażowy          |
| 2010 | Womb                              | Thomas                 |                          |
| 2011 | Christopher and His Kind          | Christopher Isherwood  |                          |
| 2012 | Bert and Dickie                   | Bert Bushnell          |                          |
| 2013 | Cargese                           | –                      | reżyser; krótkometrażowy |
| 2014 | Lost River                        | Bully                  |                          |
| 2015 | Terminator: Genisys               | Skynet / Alex / T-5000 |                          |
| 2016 | Duma i uprzedzenie, i zombi       | Pan Collins            |                          |
| 2017 | Patient Zero                      | Morgan                 |                          |
| 2020 | Czyj to dom?                      | Mark                   | Netflix                  |
| 2021 | Ostatniej nocy w Soho             | Jack                   |                          |
| 2022 | Morbius                           | Loxias Crown           |                          |

### Telewizja
| Rok       | Nazwa filmu                    | Rola                    | Uwagi                  |
| --------- | ------------------------------ | ----------------------- | ---------------------- |
| 2006      | The Ruby in the Smoke          | Jim Taylor              | film telewizyjny       |
| 2007      | Cień na północy                | Jim Taylor              | film telewizyjny       |
| 2007      | Party Animals                  | Danny Foster            | odcinki od 1 do 8      |
| 2007      | Sekretny dziennik call girl    | Tim                     | seria 1: odcinek 6     |
| 2007      | The Street                     | Ian Hanley              | seria 2: odcinki 3 i 4 |
| 2009      | Moses Jones                    | DS Dan Twentyman        | odcinki 1-3            |
| 2010–2014 | Doktor Who                     | Doktor                  | 46 odcinków            |
| 2010      | Przygody Sary Jane             | Doktor                  | odcinki Śmierć Doktora |
| 2013      | The Science of Doctor Who      | Doktor                  | film dokumentalny      |
| 2013      | An Adventure in Space and Time | on sam                  | Cameo                  |
| 2013      | The Five(ish) Doctors Reboot   | on sam                  | Cameo                  |
| 2016–2017 | The Crown                      | Filip, książę Edynburga | w gł. obsadzie         |
| 2022      | Ród Smoka                      | Daemon Targaryen        | w gł. obsadzie         |